# Папузы
Папузы — село в Базарносызганском районе Ульяновской области России. Входит в состав Папузинского сельского поселения.

## География
Населённый пункт расположен на реке Папузка в 20 километрах к югу от рабочего посёлка Базарный Сызган — административного центра района. Расстояние до Ульяновска — 141 километр.

### Часовой пояс
Папузы, как и вся Ульяновская область, находится в часовой зоне МСК+1. Смещение применяемого времени относительно UTC составляет +4:00.

## Название
Название села Папузы произошло от чувашского слова «пузь» — голова.
Прежнее название Козмодемьянское связано с церковью святых чудотворцев Косьмы и Домиана.

## История
Селение Папузы при речке Папузъ основано в конце XVII века. Вскоре здесь была построена церковь и Папуз стало селом Козмодемьянское.
В 1780 году, при создании Симбирского наместничества, село Козмодемьянское Папуз тож, при речке Папузе, помещичьих крестьян, вошло в состав Канадейского уезда. С 1796 года — в Карсунском уезде Симбирской губернии.
На 1859 год село Папуз входило в состав Карсунского уезда Симбирской губернии, в котором имелось: церковь, часовня, этапный дом.
В 1868 году прихожане построили новый деревянный храм. Престолов в нём три: главный — в честь Казанской иконы Божией Матери и в приделах: в одном — во имя свв. безсеребренников и чудотворцев Космы и Дамиана и в другом — во имя св. великомученика Иоанна воина.
В 1883 году по инициативе и с помощью И. Н. Ульянова построена земская школа. Церковная женская школа грамоты открыта в 1898 году.
В 2005 году село стало административным центром Папузинского сельского поселения.

## Население
| 2010 |
| ---- |
| 490  |

На 1780 год в селе жило 430 ревизских душ. Согласно переписи 1859 года, в селе было 176 дворов, проживало 1952 человека, в 1900 году в с. Папузе в 287 дворах жило: 1149 м и 1196 ж., в 1913 году — 548 дворов, 2636 жителей, в 1996 году проживало 724 человека.

## Инфраструктура
Село разделено на девять улиц: Броновская, Заречная, Зелёная, Лесная, Луговая, Молодёжная, Садовая, Советская, Центральная.
- Памятник воинам, погибшим в годы Великой Отечественной войны (1979 г.)[9].

## Известные уроженцы, жители
- Акимов Владимир Михайлович (1901—1957) — советский военный деятель, генерал-майор.
- Назарий (Андреев), был настоятелем в храма.